# 6859 Datemasamune
6859 Datemasamune este o planetă minoră (asteroid), cu un diametru de 3,805 km, din centura de asteroizi. A fost descoperită pe 13 februarie 1991 la Aoba-ku⁠(d) de Masahiro Koishikawa⁠(d) și a fost numită după Masamune Date. 
Obiectul prezintă o orbită caracterizată de o semiaxă mare de 1,8335412 UAi, o excentricitate de 0,01, o înclinație de 23,19988 ° în raport cu ecliptica.